# Gun Fight
Gun Fight (również jako Western Gun) – strzelanka na automaty produkcji japońskiej firmy Taito, projektu Tomohiry Nishikady, wydana w 1975 roku. Zapisała się w historii gier komputerowych jako pierwsza gra przedstawiająca pojedynek między postaciami ludzkimi, a wersja amerykańska jako pierwszy automat wykorzystujący mikroprocesor.
Dwóch graczy wciela się w kowboi z Dzikiego Zachodu mierzących się w pojedynku rewolwerowym. Zdobywają punkty za każdą rundę, w której uda im się zastrzelić przeciwnika.

## Rozgrywka
Sterowanie odbywa się za pomocą dwóch dżojstików dla każdego gracza. Prawy, główny joystick odpowiada za poruszanie postacią, a lewy za wybór kierunku strzału. Gdy postać zostaje trafiona, upada i pojawia się nad nią napis „GOT ME!” (ang. „TRAFIŁEŚ!”). Automat różni się od innych tym, że główny dżojstik znajduje się po prawej.
Strzelanie utrudniają przeszkody w postaci kaktusów i, na późniejszych poziomach, dyliżansów. Amunicja jest ograniczona – każdy z graczy ma do dyspozycji 6 naboi na rundę. Gdy obu postaciom skończy się amunicja, runda kończy się bez rozstrzygnięcia. Wystrzelone naboje odbijają się od górnej i dolnej krawędzi ekranu, co można wykorzystać w swojej strategii rozgrywki.

## Historia i odbiór

### Wersja amerykańska
Oryginalna, japońska wersja automatu, została zbudowana z użyciem bramek logicznych, tak jak to było w przypadku większości ówczesnych automatów. Dave Nutting, programista Midway Games, tworząc wersję na potrzeby rynku amerykańskiego, zdecydował się oprzeć ją o mikroprocesor Intel 8080, co uczyniło ten automat pierwszym zbudowanym z użyciem mikroprocesora. Jego firma miała już wykupioną licencję na 8080 na potrzeby pierwszego flippera wykorzystującego mikroprocesor, The Spirit of ’76, i to było powodem wykorzystania konstrukcji Intela.
Nishikado, projektant oryginału, uważał, że jego wersja daje więcej radości graczom, ale spodobały mu się ulepszona grafika i płynniejsze animacje amerykańskiego portu. Z tego powodu oparł swoje późniejsze tytuły o mikroprocesory, w tym na przykład strzelankę z 1978 roku Space Invaders.
W Stanach Zjednoczonych sprzedano ponad 8000 sztuk automatu.

### Porty
Gra została przeniesiona z automatów na wiele różnych platform. W 1978 Midway wbudowało Gun Fight w swoją konsolę Astrocade. W tym samym roku David Crane zaprogramował swoją wersję gry pt. Outlaw, wydaną na Atari 2600 przez Atari i na 8-bitowe Atari przez APX. Firma Sears wydała swoją wersję na Atari 2600 pt. Gunslinger w tym samym roku.
W 1981 Hofacker wydało oficjalny port gry na Atari 2600. W 1983 Epyx wydało kompilację gier Gun Fight i Sea Wolf II na 8-bitowe Atari. W 1987 Interceptor Software wydało port Gun Fight na komputery domowe Commodore 64 i 128.
Wydana w 1985 na Commodore 64 gra The Duel była wyraźnie inspirowana i jest bardzo podobna do Gun Fight.